# Aphotopontius hydronauticus
Aphotopontius hydronauticus is een eenoogkreeftjessoort uit de familie van de Dirivultidae. De wetenschappelijke naam van de soort is voor het eerst geldig gepubliceerd in 1989 door Humes.